# Ucisków
Ucisków – wieś w Polsce położona w województwie świętokrzyskim, w powiecie buskim, w gminie Nowy Korczyn.

## Historia
Dawniej (w. XV) Uczyeszków (Ucieszków). Wieś stara, królewska. Około 1691 r. dzierżawił ją Jan Chryzostom Pasek.
W 1897 badania archeologiczne w Uciskowie prowadził Erazm Majewski. Na wzgórzach piaszczystych należących do Uciskowa znalazł on odłamki naczyń i narzędzia krzemienne.
W latach 1975–1998 miejscowość położona była w województwie kieleckim.

## Zabytki
- Cmentarz wojenny z czasów I wojny światowej. Spoczywa na nim 1366 żołnierzy rosyjskich i 479 austro-węgierskich, poległych w latach 1914 i 1915 – głównie podczas walk 24 i 25 grudnia 1914 roku[8]. W 1990 cmentarz został wpisany do rejestru zabytków nieruchomych (nr rej.: A.60 z 5.11.1990)[9].